# Geelbuiksapspecht
De geelbuiksapspecht (Sphyrapicus varius) is een vogel uit de familie van de spechten (Picidae).

## Kenmerken
De lichaamslengte bedraagt 22 cm en het gewicht 43 tot 55 gram.

## Leefwijze
Het voedsel van deze vogel bestaat uit boomsappen en insecten. Dit sap treedt naar buiten uit boorgaten in stammen van loofbomen.

## Verspreiding en status
Deze trekvogel komt voor in Noord- en Midden-Amerika en het Caribisch gebied, met name van oostelijk Alaska en noordwestelijk Canada tot zuidoostelijk Canada en de noordoostelijke Verenigde Staten.

## Status
De geelbuiksapspecht heeft een enorm groot verspreidingsgebied en daardoor is de kans op de status kwetsbaar (voor uitsterven) uiterst gering. De grootte van de populatie is niet gekwantificeerd, maar de vogel gaat wel in aantal achteruit. Echter, het tempo ligt onder de 30% in tien jaar (minder dan 3,5% per jaar). Om deze redenen staat deze sapspecht als niet bedreigd op de Rode Lijst van de IUCN.

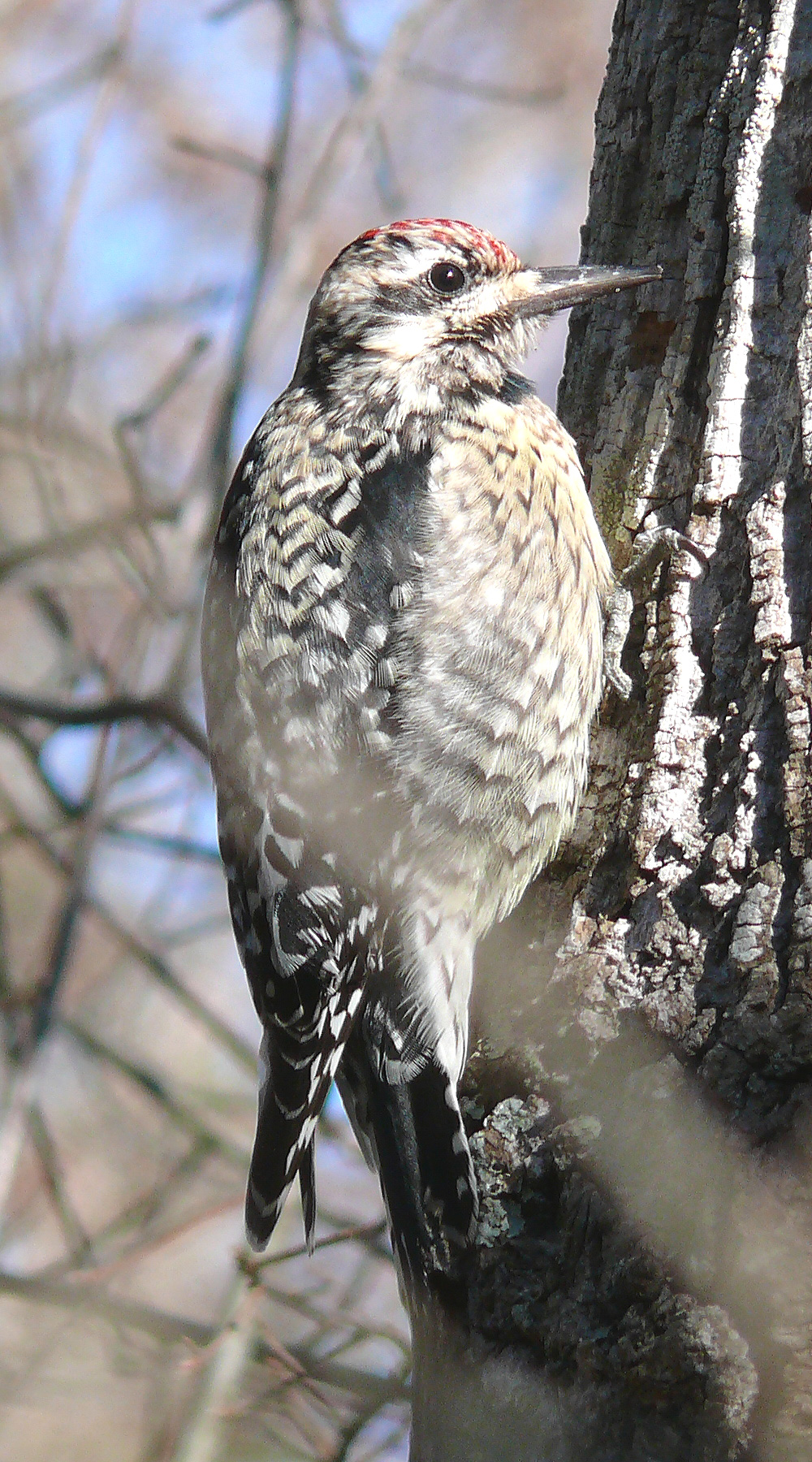
Onvolwassen vogel, ruiend
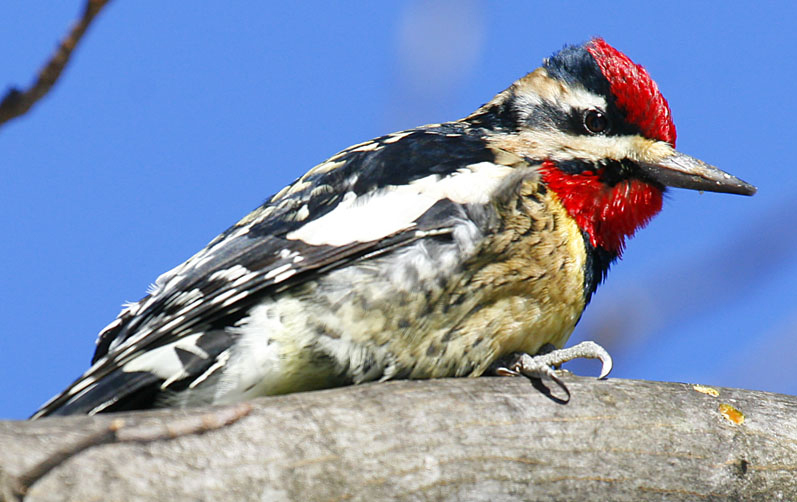
Mannetje
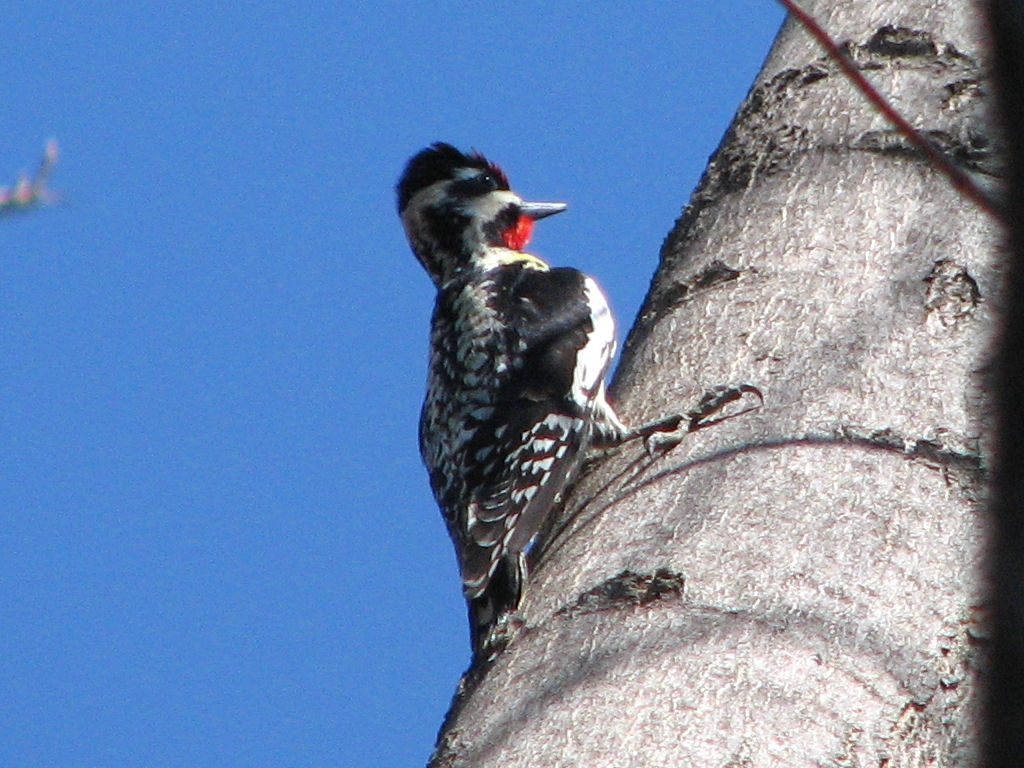
Mannetje (Ottawa, Ontario)
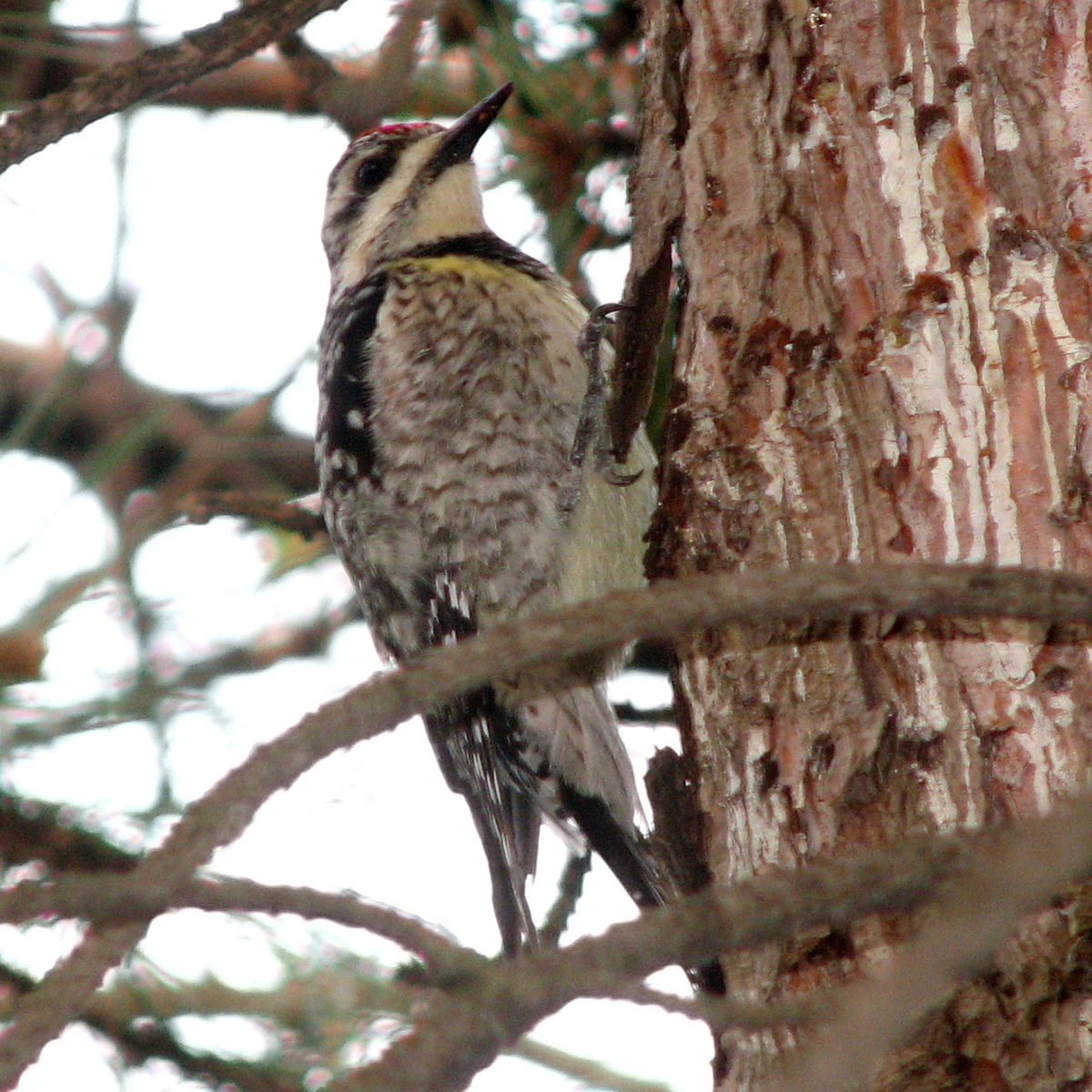
Vrouwtje (Ottawa, Ontario)

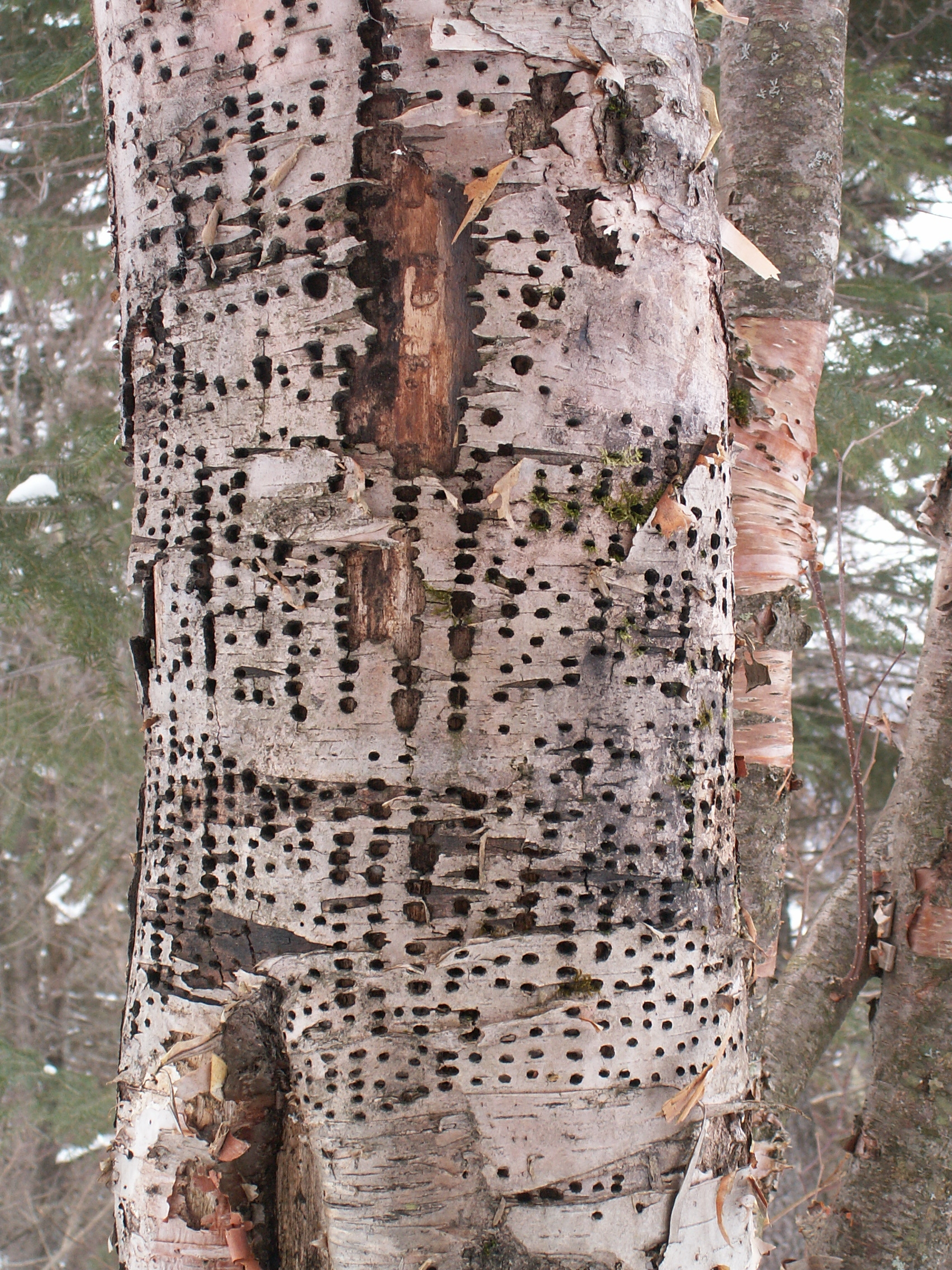
Typisch patroon van de boorgaatjes van de geelbuiksapspecht in een afstervende papierberk (Betula papyrifera).